# 1993–1994-es magyar férfi vízilabdakupa
Az 1993–1994-es magyar férfi vízilabdakupa, szponzorált nevén a Medicor Magyar Kupa, a hatvannyolcadik kiírás volt a versenysorozat történetében. A kupára tizenhét csapat nevezett. A győzelmet a Vasas szerezte meg.

## Eredmények

### Selejtező
szeptember 4, 5.
| 1. csapat             | Össz. | 2. csapat            | 1. mérk. | 2. mérk. |
| --------------------- | ----- | -------------------- | -------- | -------- |
| Hódmezővásárhelyi VSC | 34–15 | Miskolci Vízművek SC | 20–7     | 14–8     |
| Tatabányai SC         | 25–13 | Kecskeméti VSC       | 18–4     | 7–9      |

szeptember 11, 12.
| 1. csapat            | Össz. | 2. csapat      | 1. mérk. | 2. mérk. |
| -------------------- | ----- | -------------- | -------- | -------- |
| Miskolci Vízművek SC | 13–34 | Kecskeméti VSC | 9–15     | 4–19     |

A főtáblára a Hódmezővásárhely, a Tatabánya és a Kecskemét jutott.

### Nyolcaddöntő
szeptember 18, 25.
| 1. csapat             | Össz. | 2. csapat       | 1. mérk. | 2. mérk. |
| --------------------- | ----- | --------------- | -------- | -------- |
| Ferencvárosi TC       | 13–16 | Vasas SC        | 7–6      | 6–10     |
| Hódmezővásárhelyi VSC | 8–26  | BVSC            | 4–18     | 4–8      |
| Tungsram SC           | 13–10 | Szentesi SC     | 7–3      | 6–7      |
| Eger SE               | 22–18 | KSI             | 14–6     | 8–12     |
| Bp. Spartacus         | 39–10 | Kecskeméti VSC  | 23–4     | 16–6     |
| Újpesti TE            | 31–8  | Ceglédi VSE     | 18–2     | 13–6     |
| Szolnoki VSE          | 12–13 | Szeged SC       | 5–8      | 7–5      |
| Tatabányai SC         | 16–24 | Orvosegyetem SC | 5–9      | 11–15    |

### Negyeddöntő
február 12, 14.
| 1. csapat   | Össz. | 2. csapat       | 1. mérk. | 2. mérk. |
| ----------- | ----- | --------------- | -------- | -------- |
| Vasas SC    | 21–20 | BVSC            | 15–10    | 6–10     |
| Eger SE     | 24–11 | Orvosegyetem SC | 15–6     | 9–5      |
| Tungsram SC | 22–10 | Bp. Spartacus   | 13–7     | 9–3      |
| Szegedi VE  | 10–26 | Újpesti TE      | 5–13     | 5–13     |

### Elődöntő
február 19, 20.
| 1. csapat | Össz. | 2. csapat   | 1. mérk. | 2. mérk. |
| --------- | ----- | ----------- | -------- | -------- |
| Vasas SC  | 17–15 | Tungsram SC | 7–8      | 10–7     |
| Eger SE   | 6–31  | Újpesti TE  | 4–15     | 2–16     |

## Döntő
| 1994. március 12. 18:15 | Vasas SC                          | 5–6 | Újpesti TE                                      | Komjádi uszoda Nézőszám: 1000 Játékvezetők: Császár György Koós László |
| 1994. március 12. 18:15 | (1–1, 2–2, 1–1, 1–2)              |     |                                                 | Komjádi uszoda Nézőszám: 1000 Játékvezetők: Császár György Koós László |
| 1994. március 12. 18:15 | Martinovics 3 Mészáros 1 Müller 1 |     | Gál A. 2 Benedek 1 Vincze 1 Szabó Z.1 Fazekas 1 | Komjádi uszoda Nézőszám: 1000 Játékvezetők: Császár György Koós László |

| 1994. március 14. 19:10 | Újpesti TE                                       | 8–10 | Vasas SC                                                          | Komjádi uszoda Nézőszám: 2100 Játékvezetők: Kiss Ottó Kosztolánczy György |
| 1994. március 14. 19:10 | (0–3, 4–2, 2–1, 2–3, 0–0, 0–1)                   |      |                                                                   | Komjádi uszoda Nézőszám: 2100 Játékvezetők: Kiss Ottó Kosztolánczy György |
| 1994. március 14. 19:10 | Benedek 3 Gál A. 2 Vincze 1 Bene 1 Zantleitner 1 |      | Martinovics 3 Mészáros 2 Sprock 2 Konrád 1 Liebhauser 1 Tóth F. 1 | Komjádi uszoda Nézőszám: 2100 Játékvezetők: Kiss Ottó Kosztolánczy György |

A Vasas kupagyőztes csapatának tagjai: Balogh Nándor, Dimitrij Gorskov, Konrád János, Kósz Zoltán, Krnács Zoltán, Liebhauser József, Mészáros Csaba, Martinovics György, Müller Péter, Nagy Pál, Sprock Tibor, Tóth Frank, Vogel Gábor, vezetőedző: Somossy József